# Liste der Fahnenträger der sierra-leonischen Mannschaften bei Olympischen Spielen
Die Liste der Fahnenträger der sierra-leonischen Mannschaften bei Olympischen Spielen listet chronologisch alle Fahnenträger sierra-leonischer Mannschaften bei den Eröffnungs- (EF) und Abschlussfeiern (AF) Olympischer Spiele auf.

## Liste der Fahnenträger
| Mannschaft             | Veranstaltung | Fahnenträger (EF)       | Fahnenträger (AF) |
| ---------------------- | ------------- | ----------------------- | ----------------- |
| 1968 in Mexiko-Stadt   | Sommerspiele  | John Coker              |                   |
| 1980 in Moskau         | Sommerspiele  |                         |                   |
| 1984 in Los Angeles    | Sommerspiele  | David Sawyerr           |                   |
| 1988 in Seoul          | Sommerspiele  | Baba Ibrahim Suma-Keita |                   |
| 1992 in Barcelona      | Sommerspiele  |                         |                   |
| 1996 in Atlanta        | Sommerspiele  | Eunice Barber           |                   |
| 2000 in Sydney         | Sommerspiele  | Ekundayo Williams       |                   |
| 2004 in Athen          | Sommerspiele  | Hawanatu Bangura        | Lamin Tucker      |
| 2008 in Peking         | Sommerspiele  | Solomon Bayoh           | Michaela Kargbo   |
| 2012 in London         | Sommerspiele  | Ola Sesay               | Ibrahim Turay     |
| 2016 in Rio de Janeiro | Sommerspiele  | Bunturabie Jalloh       | Hafsatu Kamara    |
| 2020 in Tokio          | Sommerspiele  | Maggie Barrie           | Volunteer         |
| 2020 in Tokio          | Sommerspiele  | Frederick Harris        | Volunteer         |
| 2024 in Paris          | Sommerspiele  | Joshua Wyse             | Joshua Wyse       |
| 2024 in Paris          | Sommerspiele  | Mariama Koroma          | Joshua Wyse       |

Anmerkung: (EF) = Eröffnungsfeier, (AF) = Abschlussfeier

## Statistik
| Rang    | Sportart       | EF | AF | ∑  |
| ------- | -------------- | -- | -- | -- |
| 1       | Leichtathletik | 8  | 4  | 12 |
| 2       | Judo           | 3  | 0  | 3  |
| 2       | Schwimmen      | 2  | 1  | 3  |
| 4       | Boxen          | 1  | 0  | 1  |
| 4       | Volunteer      | 0  | 1  | 1  |
| Gesamt: | Gesamt:        | 14 | 6  | 20 |

| Rang                   | Sportart | EF | AF | ∑ |
| ---------------------- | -------- | -- | -- | - |
| bisher keine Teilnahme |          |    |    |   |
| Gesamt:                | Gesamt:  | 0  | 0  | 0 |

| Rang    | Sportart       | EF | AF | ∑  |
| ------- | -------------- | -- | -- | -- |
| 1       | Leichtathletik | 8  | 4  | 12 |
| 2       | Judo           | 3  | 0  | 3  |
| 2       | Schwimmen      | 2  | 1  | 3  |
| 4       | Boxen          | 1  | 0  | 1  |
| 4       | Volunteer      | 0  | 1  | 1  |
| Gesamt: | Gesamt:        | 14 | 6  | 20 |